# Alshus
Alshus is een plaats in de Noorse gemeente Fredrikstad, fylke Østfold. Alshus telt 1278 inwoners (2007) en heeft een oppervlakte van 0,88 km².
Het dorpje ligt even ten zuiden van Frederikstad aan de monding van de Glomma in het Oslofjord.